# Aberlour (destilleri)

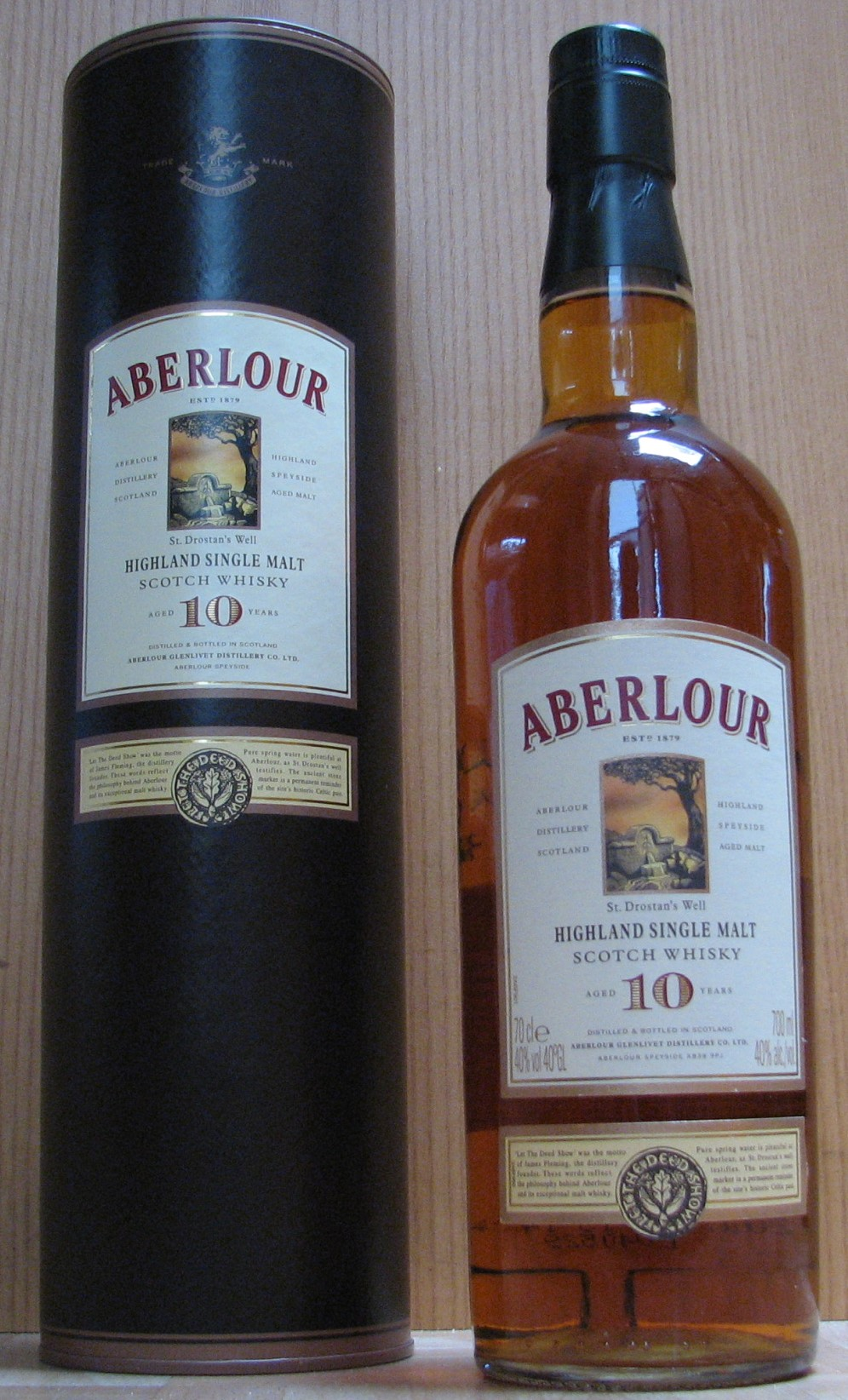
10-årig Aberlour single malt whisky.

Aberlour (uttal: [abəɹ'laʊ̯ɹ]) är en speysidewhisky från skotska höglandet. Destilleriet grundades 1826 av Peter Wier och James Gordon. År 1879 utbröt en brand som förstörde stora delar av destilleriet men det återuppbyggdes tämligen omgående av bankiren James Fleming. Destilleriet bytte därefter ägare många gånger fram till 1975 då det köptes upp av Pernod Ricard. Det var det första större destilleriet som köptes upp av ett utländskt företag och än idag är Aberlour ett av de mest kända whiskymärkena i Frankrike.
Aberlour lagrar all sin whisky på sherryfat vilket ger en balanserad smak. Deras 12- och 16-åriga whisky är dubbellagrad och har även lagrats på bourbonfat.
Whiskyn har vunnit många prestigefyllda tävlingar, bland dem "International Wine & Spirits Competition" i London där man år 2001 tog guld med både sin 10-åriga och sin 15-åriga whisky.
Den 10-åriga whiskyn har en doft som beskrivs som ”söt sherry- och honungsdoft balanserad av kryddighet och med en touch av apelsin”, medan smaken beskrivs som ”karamell med torr sherry och bröstsocker”.
Den 18-åriga whiskyn doftar ”söt sherry, honung och apelsinkräm med inslag av kryddor och fikon” och smakar ”kryddig sherry, aprikos och persika med en finish av fikon och en mild ekton”.